# Khúc Thừa Mỹ
Khúc Thừa Mỹ (chữ Hán: 曲承美; trị vì: 917 – 923 hoặc 917 – 930) là người làng Cúc Bồ đất Hồng Châu (nay là xã Kiến Quốc, huyện Ninh Giang, tỉnh Hải Dương), con của Khúc Hạo (Việt sử lược chép là Khúc Toàn Mỹ, em của Khúc Hạo). Ông là vị Tiết độ sứ thứ ba trong thời kỳ tự chủ của họ Khúc trong lịch sử Việt Nam đầu thế kỷ 10, được suy tôn là Khúc Hậu Chủ (曲後主).

## Làm "khuyến hiếu sứ"
Là người được chọn kế tục Khúc Hạo, khi Khúc Thừa Mỹ chưa lên ngôi, nguy cơ xâm lăng từ phương Bắc bắt đầu hình thành. Tháng 9 năm 917, Tiết độ sứ Quảng Châu là Lưu Nghiễm, người được nối chức anh là Lưu Ẩn kiêm chức "Tĩnh Hải quân tiết độ, An Nam đô hộ" từ năm 911 đã tỏ rõ tham vọng chiếm lĩnh Tĩnh Hải quân (tên lãnh thổ Việt Nam lúc đó) khi xưng làm hoàng đế nước Đại Việt tại Quảng Châu, dứt khỏi sự ràng buộc với nhà Hậu Lương, triều đại chính thống cai trị ở Trung nguyên (Trung Quốc) thay thế nhà Đường.
Nhận thấy nguy cơ này, Khúc Hạo đã sai Khúc Thừa Mỹ làm "khuyến hiếu sứ" sang Quảng Châu, bề ngoài là để kết mối hoà hiếu, song bề trong cốt là xem xét tình hình hư thực của địch. Cuối năm 917, khi Khúc Thừa Mỹ trở về thì Khúc Hạo mất. Ông chính thức lên thay cha làm Tiết độ sứ Tĩnh Hải quân.

## Thất sách
Trước hành động ngoại giao mềm dẻo của Khúc Hạo, họ Lưu không gây hấn với Tĩnh Hải quân. Sang đầu năm 918, Lưu Nghiễm đổi tên nước là Nam Hán, một trong mười nước thời Ngũ đại Thập quốc trong lịch sử Trung Quốc.
Theo các nhà nghiên cứu, trong thời gian cầm quyền, Khúc Thừa Mỹ đã sai lầm trong cả chính sách đối nội lẫn đối ngoại.
Về đối nội, theo sử sách, sau khi lên thay cha, Khúc Thừa Mỹ không tiếp tục chính sách "khoan thứ sức dân" mà Khúc Hạo đã áp dụng. Nhân dân tại Tĩnh Hải quân phải lao dịch nặng nề, do đó sự ủng hộ với họ Khúc không còn được như trước.
Về mặt đối ngoại, Khúc Thừa Mỹ chủ trương kết thân với nhà Hậu Lương ở Trung nguyên mà gây hấn với nước Nam Hán liền kề. Năm 919, ông sai sứ sang Biện Kinh xin tiết việt của nhà Hậu Lương. Vua Hậu Lương là Mạt đế Chu Hữu Trinh, bấy giờ bận đối phó với các nước lớn ở Trung nguyên nên ban tiết việt cho Khúc Thừa Mỹ và phong ông làm Tĩnh Hải quân Tiết độ sứ.
Được sự hậu thuẫn của Hậu Lương, Khúc Thừa Mỹ chủ quan cho rằng uy thế của nhà Hậu Lương rộng lớn ở Trung nguyên có thể kìm chế được Nam Hán nhỏ hơn ở Quảng Châu. Ông công khai gọi nước Nam Hán là "ngụy đình" (triều đình tiếm ngôi, không chính thống). Sử không chép rõ biểu hiện cụ thể của việc này ra sao, không rõ ông tuyên bố việc này với sứ giả Nam Hán sang Tĩnh Hải quân hay theo như một tài liệu nói rằng ông sai sứ sang Nam Hán tỏ thái độ bất phục và gọi vua Nam Hán Cao Tổ là "ngụy đình".
Nhà Hậu Lương hậu thuẫn cho Khúc Thừa Mỹ bị nước Tấn của Lý Tồn Úc tiêu diệt vào năm 923. Lý Tồn Úc lập ra nhà Hậu Đường, sử gọi ông ta là Hậu Đường Trang Tông.
Chính sách đối ngoại trước giờ của Khúc Thừa Mỹ khiến vua Nam Hán Cao Tổ tức giận và quyết định sai Lương Khắc Trinh (梁克貞) và Lý Thủ Phu (李守鄜) cầm quân sang đánh chiếm Tĩnh Hải quân vào năm 930.
Do mất sự ủng hộ của nhân dân trong nước, nhà Hậu Lương tuy thừa nhận ông nhưng cũng đã bị diệt vong về tay nước Tấn của vua Lý Tồn Úc. Khúc Thừa Mỹ đơn độc và bị thua trận. Ông bị quân Nam Hán bắt đưa về Phiên Ngung. Tĩnh Hải quân về tay Nam Hán, chấm dứt quyền lực của họ Khúc. Lương Khắc Trinh còn tiến công Chiêm Thành (đời vua Indravarman III), cướp vật quý của nước này rồi rút lui. Vua Nam Hán Cao Tổ cử Lý Tiến làm Thứ sử Giao Châu.
Sử Trung Quốc chép rằng Khúc Thừa Mỹ bị Nam Hán Cao Tổ tìm cách hạ nhục. Ông ta hỏi:
"Thường ngày ngươi vẫn nói ta là ngụy triều, nay lại bị quân ta trói quặt tay lại như vậy, nghĩa là thế nào?".
Sau, Khúc Thừa Mỹ buộc phải đầu hàng và lưu vong ở Nam Hán đến cuối đời.
Dù ông không có đóng góp gì đáng kể nhưng đời sau nhớ ơn công lao của ông và cha của Khúc Thừa Mỹ nên vẫn tôn ông là "Khúc Hậu Chủ".

## Thời gian và sự kiện

### Nam Hán xâm lược
Sử sách chép không thống nhất về thời gian Nam Hán xâm lược Tĩnh Hải quân. Hai sách cổ sử Việt Nam là Đại Việt Sử ký Toàn thư và Khâm định Việt sử Thông giám cương mục chép thời gian này là tháng 7 âm lịch năm 923, tức là ba tháng trước khi nhà Hậu Lương mất. Sách Việt Nam sử lược cũng lấy năm 923.
Các sách sử Việt Nam hiện đại căn cứ vào các sách sử cổ của Trung Quốc như Tư trị Thông giám (ra đời thời nhà Tống) và Tân Ngũ Đại sử đều ghi năm 930. Hai cuốn sử cổ này của Trung Quốc đều ra đời trước các sách Đại Việt Sử ký Toàn thư và Khâm định Việt sử Thông giám cương mục của Việt Nam nên được các nhà sử học Việt Nam coi là nguồn thông tin đáng tin cậy hơn. Trong các sách sử cổ của Việt Nam có An Nam chí lược, Đại Việt sử lược và Việt sử tiêu án cũng chép gián tiếp năm 930 là năm họ Khúc mất (Việt sử Tiêu án tính họ Khúc từ năm 880 tới năm 930 là 51 năm). Các nhà sử học hiện nay khi chú giải sách Đại Việt Sử ký Toàn thư cũng đưa ra câu hỏi không rõ sách này và Khâm định Việt sử Thông giám cương mục căn cứ vào đâu để ghi Nam Hán bắt Khúc Thừa Mỹ là năm 923.
Tính từ Khúc Thừa Dụ đến Khúc Thừa Mỹ, họ Khúc cầm quyền được ba đời. Theo thuyết thứ nhất, họ Khúc cầm quyền 18 năm (905–923). Theo thuyết thứ hai, họ Khúc cầm quyền 26 năm (905–930). Sách Việt Sử tiêu án tính tổng thời gian họ Khúc là 51 năm (tính từ năm 880 khi Tăng Cổn bỏ thành Đại La) chưa chính xác vì sau Tăng Cổn còn một số Tiết độ sứ nữa ở phương Bắc như Chu Toàn Dục, Độc Cô Tổn sang cầm quyền.

### Kết cục của Khúc Thừa Mỹ
Kết cục của Khúc Thừa Mỹ cũng không được sử chép rõ. Sách Tân Ngũ Đại sử, phần Nam Hán thế gia ghi:
Đại Hữu năm thứ ba (930), [Lưu Nghiễm] sai tướng Lý Thủ Dung và Lương Khắc Trinh đánh Giao Chỉ, bắt được Khúc Thừa Mỹ... Thừa Mỹ là con của Khúc Hạo. Lương Khắc Trinh lại đánh Chiêm Thành, cướp lấy đồ quý mang về.
Sách Việt sử tiêu án ghi rằng:
Khi Thừa Mỹ bị bắt, vua Hán thân ra đình Nghi Phượng nhận tù binh, hỏi rằng: "Ngươi cho ta là ngụy triều, nay lại bị trói đưa về đây là cớ sao?" Thừa Mỹ cúi đầu chịu phục, bèn được tha.
Sau đó, sử không nói rõ ông mất năm nào, tại đâu. Theo Thiên nam ngữ lục, bản diễn Nôm bằng thơ lục bát về lịch sử Việt Nam thì sau này (năm 937), khi giết Dương Đình Nghệ, Kiều Công Tiễn viện cớ rằng chính Đình Nghệ là người gây ra cái chết của Khúc Thừa Mỹ, chúa cũ của Tĩnh Hải quân, do đó Công Tiễn trả thù cho chủ nên mới giết Đình Nghệ. Dù sao, lý do này của Tiễn bị mọi người coi là ngụy biện nên Tiễn lập tức bị cô lập và nhanh chóng bị giết chết khi Ngô Quyền ra bắc. Thông tin từ Thiên nam ngữ lục có thể suy đoán về cái chết của Khúc Thừa Mỹ là do sự khởi binh đánh quân Nam Hán của Dương Đình Nghệ năm 931 khiến vua Nam Hán mang ông ra sát hại khi ông đang bị quản thúc ở Quảng Châu. Tuy nhiên, Thiên nam ngữ lục cũng chỉ là bản diễn ca, không được coi là chính sử.

## Thông tin trong thư tịch
Sách Nam phương dị vật chí (南方異物志):
Chim vẹt có ba loại: một loại màu xanh, to bằng chim ô chẩu; một loại màu trắng, to bằng chim chi ác; một loại ngũ sắc, lớn hơn loại xanh nhưng nhỏ hơn loại trắng. Từ Giao Châu trở xuống phía nam đều có. Loại trắng và ngũ sắc xuất hiện ở châu Đỗ Bạc (杜薄州). Chim thường có bốn ngón, ba ngón hướng ra sau; riêng loài chim này có hai ngón hướng trước, hai ngón hướng sau, khác với chim thường. Khi đi thì dùng mỏ mổ đất trước, rồi chân mới bước theo sau. Lại chép: các châu Quảng (廣), Quản (管), Lôi (雷), La (羅), Xuân Cần (春勤) đều có nhiều vẹt. Loại sống hoang có lông xanh biếc, mỏ đỏ, có thể bắt chước tiếng người. Nhưng hơi nhỏ, không bằng loại ở núi Long (隴山). Mỗi lần bay theo đàn đều có hàng trăm con. Khi gặp quả rừng chín, chúng ăn sạch trong chốc lát. Người phương Nam nói: “Nuôi chúng, tuyệt đối kiêng kỵ dùng tay sờ vào phần bụng dưới (蒲俺), phạm vào thì sẽ không ăn uống, sinh bệnh mà chết.”

Ta trú tại Phiên Ngung, từng du ngoạn huyện Tân Hội, gặp sứ giả An Nam là tướng quân họ Khúc 麹 (tên Thừa Mỹ 承美, hiện tại là Giao Chỉ sứ). Thấy ông nuôi một con vẹt, lông lưng và đuôi có sắc xanh biếc đậm nhạt xen kẽ, trước ngực có màu tím nhạt và hồng tươi đan xen, hai nách rủ xuống lông vàng riêng biệt, cánh và đuôi đều kỳ lạ.
Tống sử, một trong các bộ chính sử của Trung Quốc, và các sử liệu như Đông Đô sự lược, Thù vực chu tư lục đều nhận định Khúc Thừa Mỹ là vị thổ hào đã chiếm giữ An Nam đô hộ phủ, mở đầu nền độc lập của nước ta khỏi Trung Quốc.